# Певец в Маске (Италия)
«Певец в маске Италия» (англ. The Masked Singer Italy) — итальянское реалити-шоу, премьера которого состоялась на телеканале Rai 1 10 Января 2020 года. Это часть франшизы «Певец в маске», которая началась в Южной Корее, и в ней знаменитости поют песни, одетые в костюмы и маски, скрывающие их личность. Ведущая Милли Карлуччи, в программе участники дискуссии угадывают личности знаменитостей, интерпретируя подсказки, предоставляемые им на протяжении каждого сезона. Члены жюри появляются в каждом эпизоде и голосуют вместе со зрителями за своего любимого певца после всех выступлений. Наименее популярные устраняются, снимая маску и раскрывая свою личность.
Чтобы их личности не были раскрыты до выхода в эфир каждого предварительно записанного эпизода, программа широко использует кодовые имена, маскировку, соглашения о неразглашении и команду охранников. Производственной группе не рекомендуется пользоваться телефонами во время съёмок, а зрители студии проходят через металлоискатель. Доставать телефоны во время съёмок строго запрещено.

## Производство
Идея проекта взята у южнокорейского телешоу King of Mask Singer, премьера которого состоялась в феврале 2015 года. В 2019 году шоу было адаптировано в таких странах, как США, Мексика, Франция и Германия, а в июле 2019-го итальянский телеканал Rai 1 сообщил, что на стадии подготовки находится итальянская адаптация этого телешоу с датой премьеры 1 сезона 10 Января 2020-го года. Ведущим проекта была назначена итальянская актриса и телеведущая Милли Карлуччи.

## Правила
Правила шоу полностью совпадают с правилами немецкого шоу. В каждом выпуске выступают сразу все маски, а также голосование на номинанта проводится как среди зрителей в зале, так и среди телезрителей. Все выпуски транслируются в режиме настоящего времени.
Победитель шоу получает кубок и денежный приз.

## Список Сезонов
| Сезон | Кол-во Участников | Кол-во Эпизодов | Выходит(ил) в эфир               | 1-е место                          | 2-е место                             | 3-е место                 |
| ----- | ----------------- | --------------- | -------------------------------- | ---------------------------------- | ------------------------------------- | ------------------------- |
| 1     | 8                 | 4               | 10 Января 2020 - 31 Января 2020  | Тео Маммукари - Кролик             | Аль Бано - Лев                        | Алессандро Греко - Мастиф |
| 2     | 10                | 5               | 29 Января 2021 - 26 Февраля 2021 | Ред Канцьян - Попугай              | Mietta - Бабочка                      | Макс Джусти - Волк        |
| 3     | 15                | 7               | 11 Февраля 2022 - 1 Апреля 2022  | Паоло Контичини - Лис              | Лино Банфи и Розанна Банфи - Цыплёнок | Риккардо Росси - Хамелеон |
| 4     | 12                | 6               | 18 Марта 2023 - 22 Апреля 2023   | Сэмюэл Перон - Венецианский Рыцарь | Нино Фрассика - Осёл                  | Массимо Лопез - Ёж        |

## 1 Сезон
Премьера 1 сезона телепроекта "Певец в Маске Италия" состоялась на телеканале Rai 1 10 Января 2020 года. Финал состоялся 31 Января того же года. Ведущим была назначена актриса и телеведущая Милли Карлуччи. Членами жюри были назначены певец и диджей Франческо Факкинетти, актер и телеведущий Флавио Инсинна, певица и музыкант Патти Право, модельер и телеведущий Гильермо Мариотто и актриса и модель Иления Пасторелли.
Список Участников :
| Персонаж | Знаменитость     | Профессия             | Эпизоды | Эпизоды | Эпизоды | Эпизоды |
| Персонаж | Знаменитость     | Профессия             | 1       | 2       | 3       | 4       |
| -------- | ---------------- | --------------------- | ------- | ------- | ------- | ------- |
| Кролик   | Тео Маммукари    | актер, телеведущий    |         |         |         |         |
| Лев      | Аль Бано         | эстрадный певец       |         |         |         |         |
| Мастиф   | Алессандро Греко | телеведущий, продюсер |         |         |         |         |
| Ангел    | Валерио Скану    | певец, музыкант       |         |         |         |         |
| Монстр   | Фаусто Леали     | певец, автор песен    |         |         |         |         |
| Павлин   | Эмануэла Аурели  | актриса, пародист     |         |         |         |         |
| Пудель   | Arisa            | певица, актриса       |         |         |         |         |
| Единорог | Ориетта Берти    | актриса, телеведущая  |         |         |         |         |

 Участник стал победителем шоу
 Участник занял второе место
 Участник занял третье место
 Участник занял четвёртое место
 Участник прошёл дальше
 Участник стал номинантом на выбывание, но остался в шоу
 Участник покинул шоу и раскрыл свою личность

## 2 Сезон
Премьера 2 сезона телепроекта "Певец в Маске Италия" состоялась на телеканале Rai 1 29 Января 2021 года. Финал состоялся 26 Февраля того же года. Милли Карлуччи, Франческо Факкинетти, Флавио Инсинна и Патти Право вернулись на роли ведущего и членов жюри.
Гильермо Мариотто и Иления Пасторелли не смогли вернуться на роли членов жюри и были заменены телеведущей и моделью Катериной Баливо и актером и журналистом Константином Герардеска.
Также в этом сезоне впервые появляются группы масок (Малыш Пришелец 1 - Ricchi e Poveri и Малыш Пришелец 2 - Gigi e Ross) и впервые появляется спонтанная маска (Малыш Пришелец 2 - Gigi e Ross). Так как костюм Малыша Пришельца 1 порвался прямо на сцене, участники были вынуждены снять маску сами с себя из-за угрозы здоровью от маленького количества воздуха в костюме, и тогда организаторы шоу поставили на его место Малыша Пришельца 2.
Список Участников :
| Персонаж         | Знаменитость         | Профессия           | Эпизоды | Эпизоды | Эпизоды | Эпизоды | Эпизоды |
| Персонаж         | Знаменитость         | Профессия           | 1       | 2       | 3       | 4       | 5       |
| ---------------- | -------------------- | ------------------- | ------- | ------- | ------- | ------- | ------- |
| Попугай          | Ред Канцьян          | певец, композитор   |         |         |         |         |         |
| Бабочка          | Mietta               | певица, актриса     |         |         |         |         |         |
| Волк             | Макс Джусти          | актер, телеведущий  |         |         |         |         |         |
| Плюшевый Мишка   | Симоне Монтедоро     | актер, продюсер     |         |         |         |         |         |
| Кот              | Серджо Ассизи        | актер, режиссер     |         |         |         |         |         |
| Жираф            | Катя Риччарелли      | певица, педагог     |         |         |         |         |         |
| Синий Тигр       | Мауро Коруцци        | певец, радиоведущий |         |         |         |         |         |
| Малыш Пришелец 2 | Gigi e Ross          | комедийный квартет  |         |         |         |         |         |
| Овца             | Алессандра Муссолини | политик, актриса    |         |         |         |         |         |
| Малыш Пришелец 1 | Ricchi e Poveri      | муз. группа         |         |         |         |         |         |

 Участник стал победителем шоу
 Участник занял второе место
 Участник занял третье место
 Участник прошёл дальше
 Участник стал номинантом на выбывание, но остался в шоу
 Участник покинул шоу и раскрыл свою личность
 Участник снял маску сам с себя и покинул шоу

## 3 Сезон
Премьера 3 сезона телепроекта "Певец в Маске Италия" состоялась на телеканале Rai 1 11 Февраля 2022 года. Финал состоялся 1 Апреля того же года. Милли Карлуччи, Франческо Факкинетти, Флавио Инсинна и Катерина Баливо вернулись на роли ведущего и членов жюри.
Патти Право и Константин Герардеска не смогли вернуться на роли членов жюри и были заменены участницей 1 сезона Arisой (Пудель).
Также это уже 2 сезон, в котором 1 из участников снимает маску сам с себя (Пингвин 1 - Эдоардо Вианелло). Он решил добровольно снять маску из-за большого веса костюма и жары внутри него. Чуть позже место Пингвина 1 занял Пингвин 2 (Габриэле Сирилли).
Также в этом сезоне впервые появляются маски-вайлдкарты, которые присоединяются к обычным маскам ближе к середине сезона, а не в начале. Маски-вайлдкарты будут помечены как (ВД).
Была представлена "Золотая Маска" - функция, с помощью которой члены жюри могу сами выгнать маску, если правильно угадают её личность. Если жюри не отгадали маску, она продолжает участие в шоу и получает иммунитет, который позволяет ей автоматически пройти в следующий эпизод.
Список Участников :
| Персонаж      | Знаменитость         | Профессия              | Эпизоды | Эпизоды | Эпизоды | Эпизоды | Эпизоды | Эпизоды | Эпизоды |
| Персонаж      | Знаменитость         | Профессия              | 1       | 2       | 3       | 4       | 5       | 6       | 7       |
| ------------- | -------------------- | ---------------------- | ------- | ------- | ------- | ------- | ------- | ------- | ------- |
| Лис           | Паоло Контичини      | актер, телеведущий     |         |         |         |         |         |         |         |
| Цыплёнок (ВД) | Лино Банфи           | актер, сценарист       |         |         |         |         |         |         |         |
| Цыплёнок (ВД) | Розанна Банфи        | актриса, продюсер      |         |         |         |         |         |         |         |
| Хамелеон      | Риккардо Росси       | актер, комик           |         |         |         |         |         |         |         |
| Улитка        | Джанкарло Магалли    | сценарист, телеведущий |         |         |         |         |         |         |         |
| Улитка        | Микела Магалли       | блогер, инфлюенсер     |         |         |         |         |         |         |         |
| Солнце и Луна | Кристиано Мальджольо | певец, композитор      |         |         |         |         |         |         |         |
| Пингвин 2     | Габриэле Сирилли     | комик, актер           |         |         |         |         |         |         |         |
| Кошка (ВД)    | Элеонора Джорджи     | актриса, режиссер      |         |         |         |         |         |         |         |
| Медуза        | Бьянка Гуаччеро      | актриса, телеведущая   |         |         |         |         |         |         |         |
| Дракон        | Симон Ди Паскуале    | танцор, хореограф      |         |         |         |         |         |         |         |
| Золотая Рыбка | Владимир Луксурия    | актер, политик         |         |         |         |         |         |         |         |
| Овчарка       | Риккардо Фольи       | певец, автор песен     |         |         |         |         |         |         |         |
| Пингвин 1     | Эдоардо Вианелло     | певец, композитор      |         |         |         |         |         |         |         |
| Морской Конёк | Кристина Д’Авена     | певица, телеведущая    |         |         |         |         |         |         |         |
| Орёл          | Альба Париетти       | актриса, танцовщица    |         |         |         |         |         |         |         |
| Курица        | Марина Фиордализо    | певица, музыкант       |         |         |         |         |         |         |         |

 Участник стал победителем шоу
 Участник занял второе место
 Участник занял третье место
 Участник занял четвёртое место
 Участник прошёл дальше
 Участник стал номинантом на выбывание, но остался в шоу
 Участник покинул шоу и раскрыл свою личность
 Участник не принимал участие в этом эпизоде
 Участник снял маску сам с себя и покинул шоу

## 4 Сезон
Премьера 4 сезона телепроекта "Певец в Маске Италия" состоялась на телеканале Rai 1 18 Марта 2023 года. Финал состоялся 22 Апреля того же года. Милли Карлуччи, Франческо Факкинетти и Флавио Инсинна вернулись на роли ведущего и членов жюри.
Arisa не смогла вернуться на роль члена жюри и была заменена певицей и телеведущей Ивой Дзаникки, актером и режиссером Кристианом Де Сика и актрисой и телеведущей Сереной Бортоне.
Также из предыдущего сезона вернулась "Золотая Маска" .
Список Участников :
| Персонаж            | Знаменитость     | Профессия            | Эпизоды | Эпизоды | Эпизоды | Эпизоды | Эпизоды | Эпизоды |
| Персонаж            | Знаменитость     | Профессия            | 1       | 2       | 3       | 4       | 5       | 6       |
| ------------------- | ---------------- | -------------------- | ------- | ------- | ------- | ------- | ------- | ------- |
| Венецианский Рыцарь | Сэмюэл Перон     | хореограф, педагог   |         |         |         |         |         |         |
| Осёл                | Нино Фрассика    | актер, телеведущий   |         |         |         |         |         |         |
| Ёж                  | Массимо Лопез    | комик, импрессионист |         |         |         |         |         |         |
| Хомяк               | Натали Гетта     | актриса, продюсер    |         |         |         |         |         |         |
| Звезда              | Симона Вентура   | телеведущая, актриса |         |         |         |         |         |         |
| Акула               | Туллио Соленги   | актер, режиссер      |         |         |         |         |         |         |
| Чёрная Белка        | Валерия Марини   | актриса, дизайнер    |         |         |         |         |         |         |
| Свинья              | Маурицио Феррини | актер, телеведущий   |         |         |         |         |         |         |
| Бегемот             | Мэл Райдер       | певец, фронтмен      |         |         |         |         |         |         |
| Голуби              | Симона Иццо      | актриса, сценарист   |         |         |         |         |         |         |
| Голуби              | Рикки Тоньяцци   | актер, режиссер      |         |         |         |         |         |         |
| Роза                | Валерия Фабрици  | актриса, певица      |         |         |         |         |         |         |
| Лебедь              | Антонио Меццелла | певец, телеведущий   |         |         |         |         |         |         |
| Лебедь              | Сандра Мило      | актриса, телеведущая |         |         |         |         |         |         |

 Участник стал победителем шоу
 Участник занял второе место
 Участник занял третье место
 Участник занял четвёртое место
 Участник прошёл дальше
 Участник стал номинантом на выбывание, но остался в шоу
 Участник покинул шоу и раскрыл свою личность
 Участник получил иммунитет с помощью "Золотой Маски"
 Участник покинул шоу с помощью "Золотой Маски"